# Johannes Larsen Museet
Johannes Larsen Museet er et kunstmuseum i Kerteminde. Museet åbnede i 1986, og er indrettet i kunstnerægteparret Alhed og Johannes Larsens store bolig og atelier, som de opførte i 1901 på Møllebakken i Kerteminde. Museet er en del af Østfyns Museer.
Huset var med sine 16 gæstesenge opført som et stort og gæstfrit kunstnerhjem, hvor en lang række af datidens kunstnere ofte mødtes, ikke mindst den store kreds af Kerteminde-kunstnere, der efterfølgende sammenfattes under betegnelsen Fynbomalerne. Påvirkningen fra denne kulturkreds fik senere stor betydning for udviklingen af dansk kulturliv.
Det oprindelige hus fra 1901 er tegnet af arkitekten Ulrik Plesner og ombygget af Carl Petersen. Huset er senere udvidet med udstillingsbygningen Samlingen af arkitekterne Poul Ingemann og Kristian Isager i 1990 samt bygningen Vingen til særudstillinger i 2001.

## Eksterne links
- Johannes Larsen Museet
- Johannes Larsen biografi – fra Weilbachs Kunstnerleksikon

55°27′20.98″N 10°39′40.47″Ø / 55.4558278°N 10.6612417°Ø